# Potok Mały
Potok Mały (dawniej Potok Dolny) – wieś w Polsce, położona w województwie świętokrzyskim, w powiecie jędrzejowskim, w gminie Jędrzejów.
W latach 1975–1998 miejscowość administracyjnie należała do województwa kieleckiego.

## Integralne części wsi
| SIMC    | Nazwa          | Rodzaj     |
| ------- | -------------- | ---------- |
| 0240170 | Diament        | kolonia    |
| 0240595 | Dziadówki Małe | przysiółek |
| 0240610 | Folga Druga    | kolonia    |
| 0240603 | Folga Pierwsza | kolonia    |
| 0240626 | Koszarka       | przysiółek |
| 0240632 | Nowik          | przysiółek |
| 0240649 | Podedwór       | przysiółek |